# Uruguayanska köket

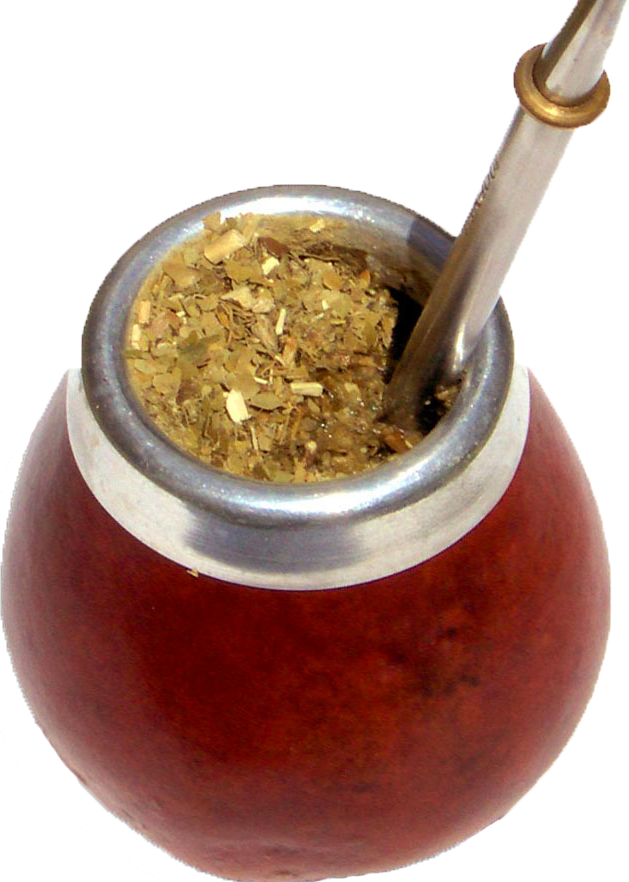
Mate

Uruguayanska köket är huvudsakligen baserat på dess europeiska rötter, likt mat från Medelhavet, från Italien, Spanien och Frankrike, men även från länder som Tyskland tillsammans med afrikanska och inhemska influenser. Många maträtter från dessa länder, såsom pasta, korv och efterrätter är vanliga i landets kost. Asadon är av de mest utsökta och internationellt kända rätterna från landet. Dulce de leche, en söt kräm, används för att fylla kakor, tårtor, pannkakor, milhojas (bakelser) och andra konfektyrer med, till exempel alfajores som är kakor som läggs ihop två och två med dulce de leche eller fruktkräm emellan. Nationaldrycken är grappamiel som är en alkoholhaltig dryck som är väldigt populär ute på landet. Den görs på alkohol och honung, och dricks ofta för att värma kroppen vid kyligare perioder. 
Maten är en traditionell dryck som görs på yerba mate, en växt i järnekssläktet som blandas med hett vatten för att få ut smaken ur växten. Drycken förtärs genom ett slags sugrör, en så kallad bombilla.

## Urval av traditionella maträtter

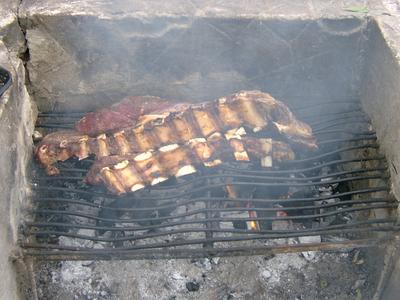
Traditionell asado.

- Asado: kan både syfta på själva grillningen och rätten, tira de asado.
- Chivito: en sandwich som innehåller kött, skinka, ost, tomat, sallat och majonnäs.
- Choripán: en väldigt populär uruguayansk snabbmatsrätt. En grillad chorizo i ett bröd, såsom baguette, med chimichurri och ibland majonnäs.
- Empanada : en liten pirog som ofta fylls med kött, skinka och ost.
- Empanada Gallega: en paj med lock innehållandes paprika, lök och oliver, ursprungligen från Galicien.
- Fainá: en blandning av kikärtsmjöl, salt, vatten och olivolja som tillagas liknande en pizzabotten och toppas med vitpeppar, ursprungligen från Ligurien.
- Pancho: Uruguays svar på hot dog. Ett korvbröd med en så kallad frankfurter i som toppas med senap, ketchup eller majonnäs.
- Gnocchi (kallas i Uruguay "ñoquis") äts traditionellt den 29 varje månad. Det var dagen innan man fick lönen, då folket var som fattigast. Då och då lägger man ett mynt eller en sedel under tallriken för att få lycka.
- Húngara: en kryddig korv.
- Milanesa: en tunn, ströbrödsklädd stek som finns i många olika varianter.
- Lehmeyun: en rätt från Armenien.
- Pascualina: en spenatpaj med äggbitar och ofta även baconbitar i.
- Pastel de carne: Huvudingredienserna i rätten är ett lager potatismos (underst), sedan hackat kött, lök, vitlök, paprika, oliver och hackat ägg.
- Rysk sallad: potatisar, morrötter, ärtor och majonnäs.

På grund av landets italienska traditioner kan alla pastasorter från Italien hittas i Uruguay. Även om pastan serveras med många olika såser, finns det en speciell uruguayansk sås, så kallad carusosås. Pizzor är vanliga, med många olika variationer.